# Jason Griffith
Jason Adam Griffith es un actor estadounidense, mejor conocido por su trabajo como actor de voz, interpretando a Sonic the Hedgehog y Shadow the Hedgehog para el doblaje en inglés de 4Kids Entertainment del anime Sonic X, y repitió los 2 papeles para los videojuegos de Sonic the Hedgehog de 2005 a 2010.
Sus otros papeles de voz para 4Kids Entertainment incluyen Usopp en One Piece y Brawly en Pokémon, entre otros. Se separó de la empresa en 2010 y desde entonces ha realizado trabajos de voz para NYAV Post y DuArt Film and Video.

## Primeros años de vida
Jason Griffith nació en Lakeline, Ohio .  Se graduó de la North High School en Eastlake, Ohio en 1999. 

## Carrera
Griffith comenzó su carrera como actor en 1997, a los diecisiete años.  Hizo su debut cinematográfico en la película de comedia dramática romántica, Edge of Seventeen, en un papel no acreditado como Scott. También tuvo un papel no acreditado como Cassius en la película de suspenso de 2008, Kill Kill Faster Faster.
En 2003, Griffith comenzó un extenso trabajo como actor de voz . Trabajó como talento de voz interno para el bloque de televisión infantil 4Kids TV, lo que lo llevó a prestar su voz a muchos personajes en varios medios animados, como Tom Majors en Chaotic y Miyamoto Usagi en Teenage Mutant Ninja Turtles . También fue un locutor promocional ocasional del bloque. También prestó su voz a Bongo el Mono en la publicidad comercial de Danimals.
A través de su trabajo de voz como el personaje principal del doblaje en inglés de 4Kids de Sonic X, Griffith fue contratado por Sega para interpretar a Sonic the Hedgehog (reemplazando a Ryan Drummond ), Shadow the Hedgehog (reemplazando a David Humphrey) y Jet the Hawk en los videojuegos principales de la serie Sonic the Hedgehog . El papel comenzó con Shadow the Hedgehog de 2005 y terminó con Sonic & Sega All-Stars Racing de 2010, hasta que Roger Craig Smith lo sucedió en 2010. Durante este tiempo, a menudo se le acreditaba como "Adam Caroleson". Además, su papel como Shadow pasó a Kirk Thornton, mientras que su papel como Jet pasó a Michael Yurchak.  
De 2011 a 2012, protagonizó la serie de comedia web Casters como Cal. En 2015, protagonizó el doblaje al inglés de la serie animada infantil Super Wings . 
En 2020, 2021 y 2024, Griffith repitió su papel de Sonic y Shadow en la serie de fans de YouTube Sonic and Tails R. 

## Vida personal
Griffith se casó con Melissa Ryan el 15 de agosto de 2015.   Tienen dos hijos.  

## Filmografía

### Acción en vivo

#### Película
| Year | Title                           | Role                     | Notes                      |
| ---- | ------------------------------- | ------------------------ | -------------------------- |
| 1998 | Edge of Seventeen               | Scott                    | Uncredited                 |
| 2007 | Am I Evil                       | Greg                     |                            |
| 2008 | Kill Kill Faster Faster         | Cassius                  | Uncredited                 |
| 2008 | The Machine Girl                | Ryota, Additional voices | English dub                |
| 2009 | ManDate                         | Chris                    | Short                      |
| 2013 | The Penny Dreadful Picture Show | Clive                    |                            |
| 2016 | Monsterland                     | Doctor                   | Segment: "The Grey Matter" |
| 2016 | C Street                        | Congressman Wood         |                            |
| 2017 | Hold on Loosely                 | Ronnie                   | Short                      |
| 2018 | Yucatán                         | Additional voices        | English dub                |
| 2019 | Threebound                      | Matt Cahill              | Also producer              |
| 2019 | Mr. Styx and Me                 | Teo                      | Short                      |
| 2020 | Psycho Sally                    | Manny                    | Short                      |
| 2021 | Andromeda                       | Griffin                  | Short                      |
| 2022 | Lift                            | Edward                   | Short                      |
| 2024 | A Complete Unknown              | Additional voices        |                            |

#### Televisión
| Año  | Título                 | Role                          | Notas                           |
| ---- | ---------------------- | ----------------------------- | ------------------------------- |
| 2011 | Sangre azul            | Traje en coche deportivo rojo | Episodio: "Negro y azul"        |
| 2020 | La última palabra      | Konstantin Nowak (voz)        | Versión en inglés 5 episodios   |
| 2022 | El Orville             | Soldado de krill              | Episodio #3.10                  |
| 2023 | Crónicas de Jessica Wu | Oficial Miller                | Episodio: "¿Quieres escaparte?" |

### Roles de voz

#### Película
| Year | Title                                                                      | Role                                   | Notes             |
| ---- | -------------------------------------------------------------------------- | -------------------------------------- | ----------------- |
| 2006 | Pokémon: Lucario and the Mystery of Mew                                    | Sir Aaron                              |                   |
| 2008 | Sonic: Night of the Werehog                                                | Sonic the Hedgehog / Sonic the Werehog | Short             |
| 2009 | Pokémon: Arceus and the Jewel of Life                                      | Marcus                                 |                   |
| 2009 | Turtles Forever                                                            | 1984 Mirage Leonardo                   | As Adam Caroleson |
| 2010 | Animals United                                                             | Toto                                   | [ 11 ]            |
| 2011 | The Painting                                                               | Additional voices                      |                   |
| 2011 | Pokémon the Movie: Black—Victini and Reshiram and White—Victini and Zekrom | Cilan                                  |                   |
| 2012 | Pokémon the Movie: Kyurem vs. the Sword of Justice                         | Cilan                                  |                   |
| 2013 | Pokémon the Movie: Genesect and the Legend Awakened                        | Cilan                                  |                   |
| 2015 | 009 Re:Cyborg                                                              | 009/Joe Shimamura                      | [ 11 ]            |
| 2016 | Psychic School Wars                                                        | Saito                                  | [ 11 ]            |
| 2017 | The Guardian Brothers                                                      | Chet Spiritman                         |                   |
| 2017 | GadgetGang in Outer Space                                                  | Robots                                 |                   |
| 2017 | Lu over the Wall                                                           | Additional voices                      |                   |
| 2018 | The Snow Queen 3: Fire and Ice                                             | Kai, Admiral, Additional voices        |                   |
| 2018 | Pixi Saves Christmas                                                       | Melchior, Elfreud, Anelfmari           |                   |
| 2019 | UglyDolls                                                                  | Additional voices                      |                   |
| 2019 | Tall Tales from the Magical Garden of Antoon Krings                        | Benny                                  |                   |
| 2019 | Mazinger Z: Infinity                                                       | Mucha                                  |                   |
| 2021 | Sheep and Wolves: Pig Deal                                                 | Skinny, Additional voices              |                   |
| 2021 | Vivo                                                                       | Additional voices                      |                   |
| 2021 | Night of the Animated Dead                                                 | Scientist #2, Police Officer           |                   |
| 2022 | Paws of Fury: The Legend of Hank                                           | Additional voices                      |                   |

#### Anime
| Year      | Title                      | Role                                                                              | Notes                                |
| --------- | -------------------------- | --------------------------------------------------------------------------------- | ------------------------------------ |
| 2003–2006 | Sonic X                    | Sonic the Hedgehog, Shadow the Hedgehog, Newscaster (ep 16), Prison Guard (ep 42) | 76 episodes Credited as J. Griff     |
| 2003–2023 | Pokémon                    | Brawly, Cilan, Looker, Timmy Grimm, Tate, Marcus, Additional voices               | 207 episodes                         |
| 2004      | Gravitation                | Tatsuha Uesugi                                                                    | [ 12 ]                               |
| 2004–2007 | One Piece                  | Usopp, Yasopp                                                                     | 95 episodes 4Kids version            |
| 2005      | MÄR                        | Monkey #3                                                                         | Episode: "Babbo: The Legendary ÄRM!" |
| 2005      | G.I. Joe Sigma 6           | Snake Eyes                                                                        | Flashbacks, 4Kids version            |
| 2005–2008 | Yu-Gi-Oh! GX               | Atticus Rhodes, Nightshroud, Harrington Rosewood, Osamu                           | 22 episodes                          |
| 2008–2011 | Yu-Gi-Oh! 5D's             | Primo, Ghost, Taka, Shira, Robert Pearson                                         |                                      |
| 2009      | Kurokami: The Animation    | Keita Ibuki                                                                       | 23 episodes                          |
| 2010      | Slayers Evolution-R        | Abel Ranzaad                                                                      |                                      |
| 2010      | Bakuman                    | Hayato, Kawasaki                                                                  | 13 episodes                          |
| 2011–2015 | Yu-Gi-Oh! Zexal            | Nistro, Caswell Francis                                                           | 46 episodes                          |
| 2015–2017 | Yu-Gi-Oh! Arc-V            | Herk, Reed Pepper, Iggy Arlo, Officer 227                                         | 2 episodes                           |
| 2018      | FLCL Progressive           | Masurao                                                                           | 5 episodes                           |
| 2022      | Romantic Killer            | Kazuki Tsukasa                                                                    | [ 11 ]                               |
| 2023      | Vinland Saga               | Snake, Berge                                                                      | Netflix dub                          |
| 2025      | My Happy Marriage Season 2 | Tadakiyo Kudo                                                                     | [ 11 ]                               |

#### Animación
| Year       | Title                           | Role                                            | Notes                                |
| ---------- | ------------------------------- | ----------------------------------------------- | ------------------------------------ |
| 2002–2003  | Mission Odyssey                 | Zephyr                                          |                                      |
| 2004–2023  | GoGoRiki                        | Chikoriki (Yoshik/Ежик)                         | 4Kids dub                            |
| 2004–2009  | Teenage Mutant Ninja Turtles    | Utrom, Miyamoto Usagi, Raxis, additional voices | 12 episodes                          |
| 2005       | Winx Club                       | Darkar                                          | 23 episodes 4Kids version            |
| 2006–2009  | Viva Piñata                     | Terry Tigermisu                                 |                                      |
| 2006–2010  | Chaotic                         | Tom Majors, Zhade, Frafdo                       | Credited as Adam Caroleson           |
| 2008       | Three Delivery                  | Additional voices                               |                                      |
| 2008–2009  | TMNT: Back to the Sewer         | Miyamoto Usagi                                  |                                      |
| 2009       | Astonishing X-Men               | Elixir                                          | Motion comic                         |
| 2009       | Angel's Friends                 | Sulfus                                          | Episode: "Volare con le proprie ali" |
| 2010       | Iron Man: Extremis              | Iron Man/Tony Stark                             | Motion comic                         |
| 2004–2006  | Blue's Room                     | The Small Green Thing                           |                                      |
| 2004–2006  | Tai Chi Chasers                 | Yanima                                          |                                      |
| 2011       | Shaktimaan: The Animated Series | Vehaan Arya / Shaktimaan                        |                                      |
| 2011       | Virus Attack                    |                                                 |                                      |
| 2013–2014  | The Crumpets                    | Grownboy                                        | Distribimage version                 |
| 2013–2016  | Alisa Knows What to Do!         | Professor Salazar                               | [ 15 ]                               |
| 2014-2015  | Super 4                         | Additional voices                               |                                      |
| 2015, 2017 | Super Wings                     | Bello                                           | 3 episodes                           |
| 2016       | World of Winx                   | Ace                                             |                                      |
| 2016       | Lastman                         | Additional voices                               | 4 episodes                           |
| 2017       | Tip the Mouse                   | Snail #2                                        |                                      |
| 2018–2019  | Space Chickens in Space         | Chuck                                           |                                      |
| 2023       | Hero Inside                     | Ginseng Man, Lucy's Father                      | Episode: "Revolution"                |

#### Juegos de vídeo
| Year | Title                                        | Voice role                                                 | Notes                        |
| ---- | -------------------------------------------- | ---------------------------------------------------------- | ---------------------------- |
| 2004 | Teenage Mutant Ninja Turtles 2: Battle Nexus | Slashuur, Miyamoto Usagi                                   |                              |
| 2005 | Sonic Rush                                   | Sonic the Hedgehog                                         | [ 11 ]                       |
| 2005 | Shadow the Hedgehog                          | Shadow the Hedgehog, Shadow Androids, Sonic the Hedgehog   |                              |
| 2006 | Neverwinter Nights 2                         | Bevil                                                      |                              |
| 2006 | Sonic Riders                                 | Sonic the Hedgehog, Jet the Hawk, Shadow the Hedgehog      | [ 17 ]                       |
| 2006 | Sonic the Hedgehog                           | Sonic the Hedgehog, Shadow the Hedgehog                    | [ 11 ]                       |
| 2006 | Sonic Rivals                                 | Sonic the Hedgehog, Shadow the Hedgehog                    |                              |
| 2007 | Sonic and the Secret Rings                   | Sonic the Hedgehog, Shadow the Hedgehog                    | Credited as Adam Caroleson   |
| 2007 | Sonic Rush Adventure                         | Sonic the Hedgehog                                         | [ 11 ]                       |
| 2007 | Sonic Rivals 2                               | Sonic the Hedgehog, Shadow the Hedgehog                    |                              |
| 2007 | Mario & Sonic at the Olympic Games           | Sonic the Hedgehog, Shadow the Hedgehog                    |                              |
| 2008 | Sonic Riders: Zero Gravity                   | Sonic the Hedgehog, Jet the Hawk, Shadow the Hedgehog      | Credited as Adam Caroleson   |
| 2008 | Super Smash Bros. Brawl                      | Sonic the Hedgehog, Shadow the Hedgehog                    | Credited as Adam Caroleson   |
| 2008 | Sega Superstars Tennis                       | Sonic the Hedgehog, Shadow the Hedgehog                    | Archive footage              |
| 2008 | Alone in the Dark                            | Hammet, Jack the Watchman                                  | PC and 7th-gen versions only |
| 2008 | Sonic Unleashed                              | Sonic the Hedgehog / Werehog, Professor Pickle's Assistant |                              |
| 2009 | Sonic and the Black Knight                   | Sonic the Hedgehog, Shadow the Hedgehog, Jet the Hawk      |                              |
| 2009 | Teenage Mutant Ninja Turtles: Smash-Up       | Foot Ninja                                                 |                              |
| 2009 | Reservoir Dogs 2                             | Mr. Red                                                    |                              |
| 2009 | Mario & Sonic at the Olympic Winter Games    | Sonic the Hedgehog, Shadow the Hedgehog, Jet the Hawk      |                              |
| 2010 | Shira Oka: Second Chances                    | Sakuragi Hiroshi                                           | [ 18 ]                       |
| 2010 | Sonic at the Olympic Winter Games            | Sonic the Hedgehog, Shadow the Hedgehog                    | Archive footage              |
| 2010 | Sonic & Sega All-Stars Racing                | Sonic the Hedgehog, Shadow the Hedgehog                    | Archive footage              |
| 2012 | Batman: The Dark Knight Rises                | Jonathan Crane                                             | [ 11 ]                       |
| 2012 | Modern Combat 4: Zero Hour                   | SGS Soldier                                                |                              |
| 2013 | Gangstar Vegas                               | Cop 3, Radio Ads, Additional voices                        | Jason Adam Griffith          |
| 2014 | Modern Combat 5: Blackout                    | Alex Hawk                                                  |                              |
| 2014 | Dungeon Hunter 5                             | Malcor                                                     |                              |
| 2014 | Asphalt Overdrive                            | Cop                                                        |                              |
| 2017 | Yu-Gi-Oh! Duel Links                         | Primo                                                      |                              |
| 2017 | White Day: A Labyrinth Named School          | Music Teacher, Bong-gu                                     |                              |
| 2018 | Pathfinder: Kingmaker                        | Baron                                                      |                              |
| 2021 | The Artful Escape                            | Caretaker, Gnarl Sagan, Record Store Clerk                 |                              |
| 2022 | Elex II                                      | Falk                                                       |                              |
| 2022 | Neon White                                   | Additional voices                                          | [ 19 ]                       |
| 2022 | Call of Duty: Modern Warfare II              | Additional voices                                          |                              |
| 2023 | Wo Long: Fallen Dynasty                      | Yuan Shao                                                  | English version              |

### Web
| Año             | Título          | Role                            | Notas                                        |
| --------------- | --------------- | ------------------------------- | -------------------------------------------- |
| 2011–2012       | Ruedas          | California                      | 6 episodios                                  |
| 2018            | Kappa Crypto    | Señor Salazar                   | 8 episodios                                  |
| 2020–2021, 2024 | Sonic y Tails R | Sonic el erizo, Shadow el erizo | 3 episodios Serie creada por fans en YouTube |